# Myrmekioderma rea
Myrmekioderma rea är en svampdjursart som först beskrevs av de Laubenfels 1934.  Myrmekioderma rea ingår i släktet Myrmekioderma och familjen Heteroxyidae.
Artens utbredningsområde är Puerto Rico. Inga underarter finns listade i Catalogue of Life.